# Gears (phần mềm)
Gears, trước đây là Google Gears, là phần mềm tiện ích đã ngừng cung cấp bởi Google để tạo ra các ứng dụng web mạnh mẽ hơn bằng cách thêm bộ nhớ ngoại tuyến và các tính năng bổ sung khác cho trình duyệt web. Được phát hành theo giấy phép BSD, Gears nguồn mở và miễn phí. Gears được hình thành vào thời điểm mà không có một phương án thay thế nào có thể so sánh được. Tuy nhiên, Gears đã bị ngừng sử dụng vì các phương pháp HTML5 được chuẩn hóa mà cuối cùng đã trở nên phổ biến.